# Кесслер, Надин
Надин Кесслер (норв. Nadine Keßler; род. 4 апреля 1988, Ландштуль) — немецкая футболистка, полузащитница, чемпионка Европы 2013 года, обладательница Золотого мяча ФИФА 2014 года.

## Карьера

### Клубная
Воспитанница школ клубов «Хершберг», «Хермсберг» и «Везельберг». С 2004 года выступала за «Саарбрюккен»: как за молодёжный состав, так и за основной (во 2-й Бундеслиге). В 2006 году она стала лучшим бомбардиром Второй Бундеслиги в зоне Юг, сыграв все матчи за команду, кроме матча последнего тура. В следующем году она добилась победы в чемпионате и очередного звания лучшего бомбардира, а с командой вышла в финал Кубка Германии, где проиграла «Франкфурту» 1:5.
12 мая 2008 в рамках чемпионата Германии в Первой Бундеслиге против «Вольфсбурга» Надин на 42-й минуте получила травму колена, из-за чего пропустила остаток сезона (клуб в итоге вылетел обратно во Вторую Бундеслигу). В 2009 году клуб вернулся в Первую Бундеслигу, но Кесслер вместе с Жозефин Хеннинг ушла в команду «Турбине» из Потсдама. В составе потсдамской команды она выиграла чемпионат Германии и Почётный Кубок Немецкого футбольного союза вместе с Лигой чемпионов. С сезона 2011/2012 играет за «Вольфсбург».

### В сборной
В составе сборной до 19 лет Надин выигрывала чемпионат Европы 2006 года, в том же году на чемпионате мира среди сборных до 20 лет вышла в четвертьфинал. В июле 2007 года Надин и её команда защитили титул чемпионок Европы в категории до 19 лет, на чемпионате мира 2008 года в Чили Надин стала уже бронзовым призёром. 22 февраля 2010 она дебютировала в матче за главную сборную Германии на Кубке Алгарве против сборной Финляндии и забила свой первый гол (при общей победе Германии 7:0). На чемпионате Европы в Швеции 2013 года её сборная одержала победу, что стало первой наградой для Надин на уровне главной сборной.

## Достижения

### Клубные
- Чемпионка Германии 2010, 2011 и 2013 годов
- Победительница Кубка Германии 2013 года
- Финалистка Кубка Германии 2008 года
- Победительница Лиги чемпионов УЕФА 2010 и 2013 годов
- Победительница Почётного Кубка Немецкого футбольного союза 2010 года
- Чемпионка Второй Бундеслиги 2007 и 2009 годов
- Лучший бомбардир Второй Бундеслиги 2006 и 2007 годов

### В сборной
- Чемпионка Европы 2013 года
- Чемпионка Европы до 19 лет 2006 и 2007 годов
- Бронзовый призёр Чемпионата мира до 20 лет 2008 года
- Победительница Нордического Кубка до 17 лет 2005 года
- Лауреат Серебряной медали Фрица Вальтера 2006 года

### Личные достижения
- Обладатель «Золотого мяча ФИФА»: 2014

## Личная жизнь
Уроженка Ландштуля, Надин провела своё детство в Везельберге, где ходила в детский сад и начальную школу. Окончила среднюю школу Сикинген-Гимназиум в Ландштуле, служила в Бундесвере и работала в спортивной школе Бундесвера в Варендорфе. Воинское звание — гаупт-ефрейтор. В 2012 году заочно получила высшее экономическое образование по специальности «Экономика фитнесса». Работает в Агентстве по коммуникациям и дизайну. В 2009 году по списку СДПГ от Саара была избрана в Федеральное Собрание Германии.